# DSV (企業)
DSV（DSV A/Sは、デンマーク・コペンハーゲン近郊のHedehuseneに本社を置き、陸海空のロジスティクスサービスを提供する、世界有数の規模を持つ物流会社（フォワーダー）。日本法人はディエスヴィ・エアーシー株式会社。ナスダック・コペンハーゲン上場企業（Nasdaq Nordic DSV）。

## 沿革
1976年、Leif Tullbergを中心とする運送業者によって設立、企業名はDe Sammensluttede Vognmænd（The Joint Hauliers）の頭文字からとられた。1989年に競合のBorup Autotransport A/SとHammerbro A/S-Bech Transを、1997年にSamson Transport Co. A/Sを、1999年にSvex Group A/Sをそれぞれ買収し、デンマーク国外へと進出、2000年にDFDS A/Sの運輸部門を買収したことで、イギリス、アメリカ合衆国やアジア地域に及ぶ広範囲のネットワークを獲得した。
2008年1月にABX Logistics Worldwideを買収したことで南米を含む全大陸に拠点が拡大、2015年10月、アメリカ・カリフォルニア州を拠点とするUTi Worldwide Inc.を買収、翌年1月に完了し世界4位の規模となった。
2019年8月、スイス・バーゼルを拠点とする同業パナルピナ（Panalpina World Transport AG）の買収を完了し統合企業DSVパナルピナ（DSV Panalpina A/S）となった。
2021年4月、クウェートを拠点とするアジリティーの物流部門買収を発表した。
2025年4月30日、M&Aによりドイツ鉄道傘下のDBシェンカーの買収が完了したことを公表した。これにより売上高でキューネ・アンド・ナーゲル（KN）を抜き、独DHLグループ、米UPSに次ぐ世界第3位の物流企業群となった。

## 日本法人
日本拠点は、1990年に阪神電気鉄道とイタリア・ミラノの運送会社Saima Avandero S.p.A.のジョイント事業により大阪で設立されたHN SAIMA JAPAN Co., Ltdが前身となっており、2001年にABX Logisticsの傘下となったSaima Avanderoが事業を引き継いだことから、拠点名はABX Logistics Co., Ltd.となり、2008年のDSVのABX買収に伴い、同年12月にDSV Air & Sea Co., Ltd.（ディエスヴィ・エアーシー株式会社）としてDSVが拠点を継承した。東京本社（門前仲町）のほか、大阪（西区）・成田国際空港・関西国際空港・名古屋市等に拠点を持つ。